# تسلسل أحداث الحرب العالمية الثانية في عام (1945)

## يناير 1945
1: بدأ الألمان هجومًا مفاجئًا ( عملية نوردويند ) في شمال الألزاس .

: تم إطلاق عملية بودنبلات بواسطة القوات الجوية الألمانية ضد القواعد الجوية الغربية للحلفاء في بلجيكا وهولندا بواسطة عناصر من عشرة أجنحة مقاتلة مختلفة من جناح ، كآخر هجوم جوي كبير لها في الحرب في الغرب.

 : القوات الأمريكية تقتل العشرات من أسرى الحرب الألمان في تشينوني
2 فبراير: هاجمت 46 قاذفة أمريكية من طراز بي-29 متمركزة بالقرب من كلكتا بالهند جسرًا للسكك الحديدية بالقرب من بانكوك بتايلاند وأهدافًا أخرى في المنطقة. 

: يستخدم اليابانيون بشكل متزايد تكتيكات الانتحارية ضد القوات البحرية الأمريكية القريبة.
1. ↑  "1945 Timeline". WW2DB. مؤرشف من الأصل في 2024-05-02. اطلع عليه بتاريخ 2011-02-09.